# Gibocercus chaco
Gibocercus chaco är en insektsart som beskrevs av Szumik 1998. Gibocercus chaco ingår i släktet Gibocercus och familjen Archembiidae. Inga underarter finns listade i Catalogue of Life.